# Quebrada Limera
Quebrada Limera är ett vattendrag i Honduras. Det ligger i den centrala delen av landet, 210 km norr om huvudstaden Tegucigalpa.